# Кічурень
Кічурень, Кічурені (рум. Chiciureni) — село у повіті Прахова в Румунії. Входить до складу комуни Менечу.
Село розташоване на відстані 99 км на північ від Бухареста, 43 км на північ від Плоєшті, 47 км на південний схід від Брашова.

## Населення
За даними перепису населення 2002 року у селі проживали 225 осіб, усі — румуни. Усі жителі села рідною мовою назвали румунську.